# طرخشقون أليف الملح
طرخشقون أليف الملح (الاسم العلمي:Taraxacum halophilum) هو نوع من النباتات يتبع جنس الطرخشقون من الفصيلة النجمية.